# Pleurothallis megaglossa
Pleurothallis megaglossa är en orkidéart som beskrevs av Carlyle August Luer och Stig Dalström. Pleurothallis megaglossa ingår i släktet Pleurothallis och familjen orkidéer.
Artens utbredningsområde är Ecuador. Inga underarter finns listade i Catalogue of Life.